# هريشكيفتسي (محافظة جيتومير)
هريشكيفتسي (Гришківці) هي بلدة من النمط المدني في محافظة جيتومير في أوكرانيا.
يبلغ عدد سكانها حوالي 4627 نسمة.